# Landskrona IP
Landskrona IP (volledige naam: Landskrona Idrottsplats, ook wel bekend als I.P) is een voetbalstadion in de Zweedse stad Landskrona. Het werd geopend op 20 juli 1924 en biedt ruimte voor 11.000 toeschouwers, waarvan 3.500 zittend.

## Geschiedenis
In de jaren 60 van de 20e eeuw vielen als gevolg van een storm een paar van de lichtmasten om. Sindsdien zijn deze met kabels verankerd in de grond. In de herfst zijn er verschillende vogels op deze kabels te vinden, zoals roeken en kauwen. Deze broeden in het naastgelegen bos.
De zuidelijke tribune werd geplaatst in 1973. Tot 1990 beschikte Landskrona IP ook over een atletiekbaan die om het veld lag. In 1991 werd de noordelijke tribune vernieuwd en achter de doelen werden houten tribunes geplaatst. De oostelijke tribune werd in 2002 vervangen door een betonnen exemplaar. Een jaar later werd ook de westelijke tribune vervangen.
In 2011 werd de westelijke tribune echter weer weggehaald om plaats te maken voor een VIP-restaurant, in de hoop meer sponsors aan te trekken. Dit had echter een averechts effect: in de gemiddelde bezoekersaantallen was een daling te zien. In 2013 waren er plannen om de grasmat te vervangen door een exemplaar van kunstgras. De toeschouwers kwamen in opstand door niet naar de wedstrijden te gaan, waardoor er maar een publiek van 1.800 toeschouwers aanwezig was.

## Faciliteiten
Naast het hoofdveld is ook een alternatief veld te vinden, welke beschikt over tribunes voor 6.000 toeschouwers. Tevens zijn er in het omliggend gebied zes tennisvelden, een atletiekveld, een schaatsbaan en een sporthal te vinden. Achter de zuidelijke tribune is een zwembad te vinden, met daarnaast een avontuurbad.

## Interlands
| № | Datum             | Wedstrijd               | Uitslag | Competitie                                         | Toeschouwers |
| - | ----------------- | ----------------------- | ------- | -------------------------------------------------- | ------------ |
| 1 | 7 juli 1929       | Zweden – Estland        | 4 – 0   | Vriendschappelijk                                  | 10.000       |
| 2 | 12 september 1990 | Faeröer – Oostenrijk    | 1 – 0   | Europees kampioenschap voetbal 1992 (kwalificatie) | 1.265        |
| 3 | 11 september 1991 | Faeröer – Noord-Ierland | 0 – 5   | Europees kampioenschap voetbal 1992 (kwalificatie) | 1.623        |
| 4 | 25 september 1991 | Faeröer – Denemarken    | 0 – 4   | Europees kampioenschap voetbal 1992 (kwalificatie) | 2.589        |
| 5 | 16 oktober 1991   | Faeröer – Joegoslavië   | 0 – 2   | Europees kampioenschap voetbal 1992 (kwalificatie) | 2.485        |

Bijgewerkt t/m 1 januari 2014.
Behrn Arena (Örebro SK) ·
Borås Arena (IF Elfsborg) ·
Falkenbergs IP (Falkenbergs FF) ·
Gamla Ullevi (IFK Göteborg) ·
Grimsta IP (IF Brommapojkarna) ·
Guldfågeln Arena (Kalmar FF) ·
Kopparvallen (Åtvidabergs FF) ·
Nya Parken (IFK Norrköping) ·
Olympia (Helsingborgs IF) ·
Rambergsvallen (BK Häcken) ·
Strandvallen (Mjällby AIF) ·
Strawberry Arena (AIK Fotboll) ·
Strömvallen (Gefle IF) ·
Eleda Stadion (Malmö FF) ·
Tele2 Arena (Djurgårdens IF) ·
Örjans vall (Halmstads BK)
Ängelholms IP (Ängelholms FF) ·
Finnvedsvallen (IFK Värnamo) ·
Gamla Ullevi (GAIS Göteborg) ·
Jämtkraft Arena (Östersunds FK) ·
Landskrona IP (Landskrona BoIS) ·
Myresjöhus Arena (Östers IF) ·
Norrporten Arena (GIF Sundsvall) ·
Påskbergsvallen (Varbergs BoIS) ·
Skarsjövallen (Ljungskile SK) ·
Stadsparksvallen (Jönköpings Södra IF) ·
Stora Valla (Degerfors IF) ·
Studenternas IP (IK Sirius FK) ·
Södertälje Fotbollsarena (Assyriska Föreningen, Syrianska FC) ·
Tele2 Arena (Hammarby IF) ·
Vapenvallen (Husqvarna FF)
Arosvallen ·
Bårsta IP ·
Enavallen ·
Folkungavallen ·
Fredriksskans IP ·
Gamla Ullevi ·
Herrgärdets IP ·
Hillängens IP ·
Jernvallen ·
Johanneshovs IP ·
Kamratvallen ·
Lövåsvallen ·
Malmö IP ·
Malmö Stadion ·
Motala IP ·
Norra IP ·
Ramnavallen ·
Råsunda IP ·
Råsundastadion ·
Rimnersvallen ·
Ruddalens IP ·
Ryavallen ·
Sandåkerns IP ·
Skogsvallen ·
Slottsskogsvallen ·
Olympisch Stadion (Stockholm) ·
Söderstadion ·
T3 Arena ·
Trollebo IP ·
IJsbaan van Eskilstuna ·
Ullevi ·
Vägga IP ·
Vångavallen ·
Värendsvallen